# Plutino
Cet article concerne les objets en résonance orbitale 2:3 avec Neptune. Pour les planètes naines transneptuniennes, voir Plutoïde.
Les plutinos sont des objets transneptuniens, situés dans la ceinture de Kuiper, et qui sont en résonance 2:3 avec Neptune. Cela signifie qu'ils effectuent deux orbites autour du soleil pendant que Neptune en fait trois. De ce fait, et même s'ils croisent l'orbite de la planète géante, ils ne peuvent être éjectés gravitationnellement par celle-ci.

## Étymologie
Cette caractéristique étant partagée par Pluton, ces corps ont été nommés « plutinos » (c’est-à-dire « petits plutons »). Ils sont nommés, par convention de l'Union astronomique internationale, d'après des dieux ou déesses du monde souterrain.

## Exemples
Quelques représentants de ce groupe dynamique :
- (134340) Pluton et ses compagnons Charon, Nix, Hydre, Styx et Kerbéros
- (32929) 1995 QY9 : il croise l'orbite de Neptune sans jamais s'approcher de la planète. Cette particularité est partagée par un certain nombre d'autres membres de la famille des plutinos ;
- (47171) Lempo et ses compagnons Hiisi et Paha ;
- (90482) Orcus, considéré actuellement comme le plus grand après Pluton et Charon, et son compagnon Vanth ;
- (28978) Ixion (759 km de diamètre) a détenu pendant quelques mois le record de taille des transneptuniens en dehors de Pluton-Charon ;
- 2017 OF69 parmi les 15 plus gros objets de la ceinture de Kuiper et dernier découvert en date du 15 juin 2018.

## Orbites

Grands plutinos.

Orbites des plutinos.

Le diagramme montre les orbites et les dimensions relatives des grands plutinos (plus précisément, pour la plupart, les magnitudes) comparées avec celles des trois plus grands : Pluton, (90482) Orcus et (28978) Ixion (marqués par les cercles blancs). 
Le plus grand satellite de Pluton, Charon, n’est pas montré pour éviter d’encombrer le diagramme (son diamètre de 1 207 km est similaire à celui d’Orcus).
L’excentricité des orbites est représentée par les segments rouges (du périhélie à l’aphélie) avec l’inclinaison représentée sur l’axe vertical.
Si, en majorité, les orbites sont peu inclinées, de nombreuses orbites des plutinos sont similaires à celle de Pluton avec une inclinaison entre 10-25° et une excentricité de 0,2-0,25, ce qui donne un périhélie à l’intérieur (ou proche) de l’orbite de Neptune et un aphélie proche de la limite extérieure de la partie principale de la Ceinture de Kuiper (à la résonance 1:2). 
Pour illustrer la fourchette des paramètres des orbites, trois objets avec des orbites extrêmes ont été montrés en (jaune) :
- (523700) 2014 GM54 sur l’orbite la plus excentrique (excentricité = 0,4), son périhélie à mi-chemin entre Uranus et Neptune et son aphélie dans la région occupée par les objets épars, et la plus inclinee ( 55 º)
- 2013 SF113 sur une orbite presque circulaire (excentricité = 0,03)
- 2015 VE165 sur une orbite presque coplanaire avec l’écliptique (inclinaison < 0,5°).

Le deuxième diagramme montre tous les plutinos (153 en février 2006, on en compte plus de 200 en 2009). Les histogrammes présentent la distribution de l’inclinaison i (intervalle 5°) et de l’excentricité e (intervalle 0,05) des orbites.